# Linia ukraińska

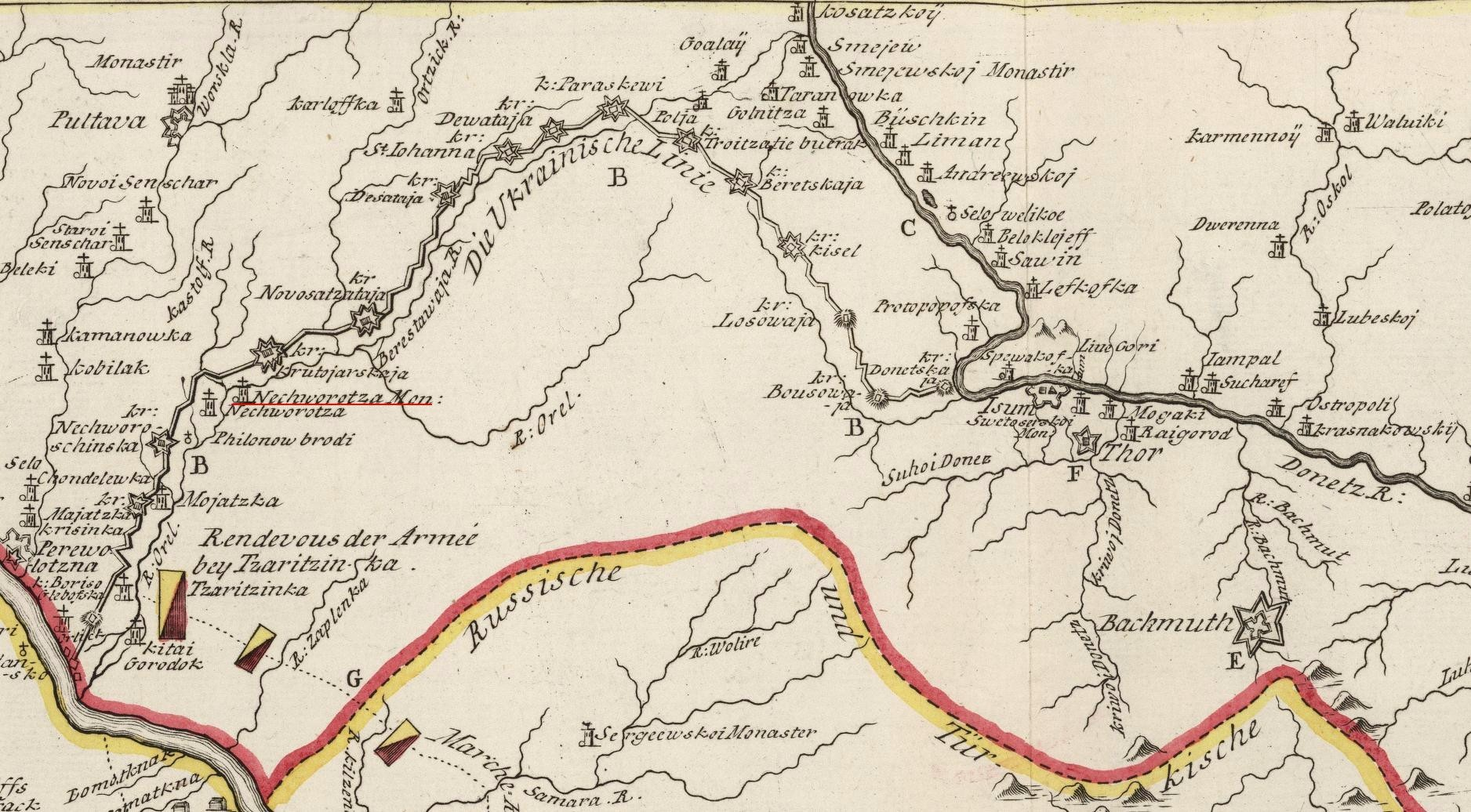
Linia ukraińska w 1745

Linia ukraińska – linia umocnień funkcjonująca w latach 1731–1760 zbudowana przez Rosję w celu ochrony przed najazdami Tatarów i Turków. Na południe od linii rozciągało się zamieszkane przez Kozaków stepowe Zaporoże.
Linia została zaprojektowana przez gen. hrabiego Johanna von Weisbacha, budowę rozpoczęto w 1731, intensywnie ją rozbudowywano do 1733, a potem kończono ją jeszcze do lat 40. XVIII wieku. Na jej budowie pracowało ponad 30 tysięcy ludzi.
Rozciągała się na długości około 285 km, od Dniepru do rzeki Oril, a następnie jej dopływem Berestową, następnie wzdłuż rzeki Bereki do jej ujścia do Dońca. Składała się z 16 fortec i 49 redut, połączonych wysokim wałem ziemnym i głęboką fosą.
Bronić jej miało 20 pułków milicji (14 konnych i 6 pieszych), liczących około 22 tysięcy żołnierzy, wspieranych przez 180 armat i 39 moździerzy.
Linia nie spełniała dobrze swojej podstawowej roli (ochrony przed atakami Tatarów), natomiast spełniała dobrze funkcje policyjne – zapobiegała ucieczkom chłopów na Zaporoże, jak również uniemożliwiała Kozakom przedostanie się na Ukrainę Lewobrzeżną i Ukrainę Słobodzką.
Linia utraciła swoje znaczenie, kiedy w latach 70. XVIII wieku zbudowano 180 km na południe od niej linię dnieprowską.

## Twierdze[1]
Ukraińska linia składa się z 16 twierdz i 49 redut połączonych wysokim wałem ziemnym i głębokim rowem.
- Twierdza Borysoglebska (ukr. Борисоглібська фортеця), Rudka(inne języki), rejon caryczański, obwód dniepropetrowski
- Twierdza Liwieńska (ukr. Лівенська фортеця), Liwenśke(inne języki), rejon nowosanżarski, obwód połtawski
- Twierdza Wasylewska (ukr. Василівська фортеця), 1731/36, Nechworoszcza, rejon nowosanżarski, obwód połtawski
- Twierdza Riaska (ukr. Ряська фортеця), Riaśke(inne języki), rejon masziwski, obwód połtawski
- Twierdza Kozłowska (ukr. Козлівська фортеця) 1731, Skałoniwka, rejon zaczepyliwski, obwód charkowski
- Twierdza Świętego Teodora (ukr. Фортеця святого Феодора 1731, Zalinijne(inne języki), rejon zaczepyliwski, obwód charkowski
- Twierdza Bielowska (ukr. Білевська фортеця) 1731/42, Krasnohrad, rejon krasnohradzki, obwód charkowski
- Twierdza Świętego Jana (ukr. Фортеця святого Іоанна) 1731/42, Żowtnewe(inne języki), rejon krasnohradzki, obwód charkowski
- Twierdza Orłowska (ukr. Орловська фортеця) 1731/42, Diaczkiwka(inne języki), rejon nowowodołazki, obwód charkowski
- Twierdza Świętej Paraskiewy[2] (ukr. Фортеця святої Параскеви) 1731/42, Paraskowija, rejon nowowodołazki, obwód charkowski
- Twierdza Jefremowska (ukr. Єфремівська фортеця) 1731-1742, Jefremiwka, rejon perwomajski, obwód charkowski
- Twierdza Świętego Aleksego (ukr. Фортеця святого Олексія) 1731/42, Ołeksijiwka, rejon perwomajski, obwód charkowski
- Twierdza Świętego Michała (ukr. Фортеця святого Михайла) 1731/42, Mychajliwka, rejon perwomajski, obwód charkowski
- Twierdza Słobodzka (ukr. Слобідська фортеця), Pawliwka Druha(inne języki), rejon łozowski, obwód charkowski
- Twierdza Tambowska (ukr. Тамбовська фортеця) 1731, Marjiwka(inne języki), rejon barwinkowski, obwód charkowski
- Twierdza Świętego Piotra (ukr. Фортеця святого Петра) 1731, Petriwśke, rejon bałaklijski, obwód charkowski